# 日曜名作座
『日曜名作座』（にちようめいさくざ）は、NHKラジオ第1放送で1957年4月7日から2008年3月30日まで51年間放送されたラジオドラマ番組である。

## 概要
出演者は俳優の森繁久彌と女優の加藤道子の二人のみで、この二人が声色を変えて複数の登場人物を演じ分けた。取り上げられた作品は、明治から昭和初期の大名作と言われるポピュラーな文芸作品から、現代の軽いタッチの作品までと非常に幅広かった。
2003年1月以降は、森繁は前年暮れに心筋梗塞で倒れて療養を要し、加藤は数年前から癌で闘病中、と高齢の二人の体調を考慮して、新作を製作せずに過去の作品を再放送した。再放送の開始時点では二人とも新作の収録に前向きな姿勢を示し、いずれ復帰する予定であった。
2004年1月に加藤は他界するが、特にアナウンスされることはなく、再放送を継続した。
2007年に放送開始50年を迎え、「日曜名作座50年」と題して、第1回放送の作品である「人生劇場－青春編」をはじめ、過去の放送の中から選りすぐられた作品を中心に放送した。
2008年3月30日に本番組は終了し、4月から本番組の構成を踏襲した後継番組「新日曜名作座」を西田敏行と竹下景子の出演で放送した。2024年10月17日に西田が他界し、2024年10月27日放送分で完結した「羊は安らかに草を食み」が新作品の最後となった。11月から当面は、過去放送アーカイブから選として再放送する。
2009年11月16日から19日の4日間、追悼特別番組「ありがとう森繁久彌さん～“日曜名作座”再び～」を、23:20 - 0:00に放送した。
- 11月16日 「人生劇場－青春編」（尾崎士郎作・1957年4月7日放送の第1回と5月26日放送の第7回を再編集）
- 11月17日 「かわうそ」（向田邦子作・1981年11月8日放送）
- 11月18日 「セロ弾きのゴーシュ」（宮沢賢治作・1970年7月5日放送）
- 11月19日 「夜の雷雨」（藤沢周平作・2003年1月19日放送）※最後の収録作。実質上の最終作。

## 主な放送時間
いずれも日曜日。
- 21:30 - 22:00（1973年時点）[3]
- 21:05 - 21:35
- 23:15 - 23:45（放送終了時点）

## スタッフ
- テーマ音楽作曲 古関裕而

※テーマ音楽は元々「人生劇場－青春編」のために作曲されたが、リスナーの反響が良かったため以後も番組のテーマ音楽として使用された。後継番組「新日曜名作座」でも使われ続けている（先述・森繁追悼特番第1回より）。
- 劇中の音楽 古関裕而（古関の没後は池辺晋一郎）

## 受賞歴
- 菊池寛賞 1974年
- 放送文化基金賞 1987年